# پارو ایتاگاکی
پارو ایتاگاکی (انگلیسی: Paru Itagaki؛ زادهٔ ۹ سپتامبر ۱۹۹۳) مانگاکا اهل ژاپن است. معروف‌ترین اثر او مانگا بیستارز است.
همچنین برندهٔ جوایزی همچون جایزه فرهنگی تزوکا اوسامو و جایزه مانگای کودانشا شده است.